# Tofu
Tofu (traditionel kinesisk: 荳腐, simplificeret kinesisk: 豆腐, pinyin: dòufu), også kaldt sojabønneost, er et fødemiddel af kinesisk oprindelse, fremstillet af sojabønner. Fremstillingen ligner fremstillingen af ost, idet sojamælken koaguleres, og massen derefter presses til blokke.

## Forskellige typer tofu

### Frisk tofu
Frisk tofu er produceret direkte fra sojamælken.
- Fast tofu

Denne type tofu har en fast struktur og egner sig til at blive skåret i terninger eller skiver og stegt, bagt eller friturestegt. Da den beholder sin form, kan den spises med spisepinde.
- Silketofu

Silketofu har en blødere konsistens end fast tofu og er god i saucer, cremer og suppe.

### Forarbejdet tofu
- Røget tofu

Fast, røget tofu (for eksempel over bøg). Dens særlige smag gør den velegnet som erstatning for røget kød.
- Marineret tofu

Fast tofu kan lægges i en marinade af for eksempel sojasauce, eddike, eller sesamolie samt diverse krydderier og krydderurter. Da frisk tofu i sig selv har en ret neutral smag, får den mest af smagen fra marinaden.
- Frysetørret tofu

Frysetørret tofu er meget let og holdbar og derfor egnet til for eksempel camping. Den skal ligge i varmt vand eller bouillon før brug, hvorefter den får en svampeagtig struktur.
- Dybstegt tofu

Dybstegt tofu er fast tofu, der skæres i små terninger og frituresteges, så den får en gylden, sprød overflade og en svampeagtig struktur indvendigt.
- Frossen tofu

Fryses fast tofu ned, vil vandindholdet krystallisere, hvilket resulterer i dannelsen af huller. Tofuen får samtidig en gullig farve. Frossen tofu optøs før brug.

## Fremstilling
Til fremstilling af tofu bruges sojamælk og en koagulant. Denne koagulant er ofte et salt såsom kalciumsulfat eller magnesiumklorid. Magnesiumklorid sælges ofte i form af nigari.
Under fremstillingen af tofu skabes der spiselige biprodukter:
- Sojamælkeskind: Når sojamælken koges, dannes der på overfladen en skind, som opsamles og tørres.
- Okara er det, som er til overs, når mælken er blevet presset ud af de mosede sojabønner; okara kan bruges til i gryderetter, postejer og vegetariske bøffer.

## Anvendelse
I Asien anvendes tofu traditionelt i supper og braiserede, lynstegte eller dampede retter. Tofuen kan enten spises, som den er, eller krydret.
I Vesten er tofu særligt populær blandt vegetarer som en proteinrig og kolesterolfri erstatning for animalske produkter. Fast tofu kan bruges til kebab, bøffer, tofupølser og retter, som kræver en fast konsistens (fx postejer og ostekager). Silketofu kan erstatte æg og mælkeprodukter (fx i veganske "æggekager" og milkshakes).

## Eksterne kilder og henvisninger
1. ↑  "Arkiveret kopi". Arkiveret fra originalen 6. august 2007. Hentet 23. januar 2008.
2. ↑  Kirsten Skaarup. 1987. Med vinger til solens køkken. Olivia. ISBN 87-90181-79-4